# Rally de Polonia de 2021
El Rally de Polonia de 2021, oficialmente 77. Orlen Rajd Polski - Rally Poland, fue la septuagésima séptima edición y la primera ronda de la temporada 2021 del Campeonato de Europa de Rally. Se celebró del 18 de junio al 20 de junio y contó con un itinerario de 14 tramos sobre tierra que sumaban un total de 202,76 km cronometrados. 

## Lista de inscritos
- Luis García Vilariño inscrito para disputar el rally, no participó bdebido a que dio positivo de COVID-19.[1]

| Num.                     | Piloto               | Copiloto               | Automóvil              | Equipo                           |
| ------------------------ | -------------------- | ---------------------- | ---------------------- | -------------------------------- |
| 1                        | Alexey Lukyanuk      | Alexey Arnautov        | Citroën C3 Rally2      | Saintéloc Junior Team            |
| 2                        | Roland Poom          | Darren Garrod          | Citroën C3 Rally2      | Saintéloc Junior Team            |
| 3                        | Andreas Mikkelsen    | Ola Fløene             | Škoda Fabia Rally2 evo | Toksport WRT                     |
| 4                        | Emilio Fernández     | Ruben Garcia           | Škoda Fabia Rally2 evo | Toksport WRT                     |
| 5                        | Craig Breen          | Paul Nagle             | Hyundai i20 R5         | Team MRF Tyres                   |
| 6                        | Simone Campedelli    | Tania Canton           | Volkswagen Polo GTI R5 | Team MRF Tyres                   |
| 7                        | Efrén Llarena        | Sara Fernández         | Škoda Fabia Rally2 evo | Rallye Team Spain                |
| 8                        | Nil Solans           | Marc Martí             | Škoda Fabia Rally2 evo | Rallye Team Spain                |
| 9                        | Nikolay Gryazin      | Konstantin Aleksandrov | Volkswagen Polo GTI R5 | Nikolay Gryazin                  |
| 10                       | Grégoire Munster     | Louis Louka            | Hyundai i20 R5         | Grégoire Munster                 |
| 11                       | Mikołaj Marczyk      | Szymon Gospodarczyk    | Škoda Fabia Rally2 evo | Orlen Team                       |
| 12                       | Norbert Herczig      | Ramón Ferencz          | Škoda Fabia Rally2 evo | Škoda Rally Team Hungaria        |
| 14                       | Erik Cais            | Jindřiška Žáková       | Ford Fiesta Rally2     | Yacco ACCR Team                  |
| 15                       | Tomasz Kasperczyk    | Damian Syty            | Volkswagen Polo GTI R5 | Tiger Energy Drink Rally Team    |
| 16                       | Fabian Kreim         | Frank Christian        | Volkswagen Polo GTI R5 | Pole Promotion                   |
| 17                       | Yoann Bonato         | Benjamin Boulloud      | Citroën C3 Rally2      | CHL Sport Auto                   |
| 18                       | Grzegorz Grzyb       | Michał Poradzisz       | Škoda Fabia Rally2 evo | Rufa Motor-Sport                 |
| 19                       | Callum Devine        | James Fulton           | Ford Fiesta Rally2     | Motorsport Ireland Rally Academy |
| 20                       | Simone Tempestini    | Sergiu Itu             | Škoda Fabia Rally2 evo | Simone Tempestini                |
| 21                       | Łukasz Kotarba       | Tomasz Kotarba         | Citroën C3 Rally2      | BTH Import Stal Rally Team       |
| 22                       | Vladas Jurkevičius   | Aisvydas Paliukėnas    | Škoda Fabia Rally2 evo | Vladas Jurkevičius               |
| 23                       | Adrian Chwietczuk    | Jarosław Baran         | Škoda Fabia Rally2 evo | Holowczyc Racing                 |
| 24                       | Georg Linnamäe       | Volodymyr Korsia       | Volkswagen Polo GTI R5 | ALM Motorsport                   |
| 25                       | Wojciech Chuchała    | Sebastian Rozwadowski  | Škoda Fabia Rally2 evo | Marten Sport                     |
| 26                       | Umberto Scandola     | Guido D'Amore          | Hyundai i20 R5         | Hyundai Rally Team Italia        |
| 27                       | Gregor Jeets         | Timo Taniel            | Škoda Fabia Rally2 evo | Tehase Auto                      |
| 28                       | Kacper Wróblewski    | Jakub Wróbel           | Škoda Fabia Rally2 evo | Kacper Wróblewski                |
| 29                       | Aloísio Monteiro     | Sancho Eiró            | Škoda Fabia Rally2 evo | Aloísio Monteiro                 |
| 30                       | Zbigniew Gabryś      | Krzysztof Janik        | Volkswagen Polo GTI R5 | Rallytechnology                  |
| 31                       | Luis García Vilariño | José Murado González   | Škoda Fabia Rally2 evo | Escudería Lalín-Deza             |
| 32                       | Alberto Battistolli  | Simone Scattolin       | Škoda Fabia Rally2 evo | Alberto Battistolli              |
| 33                       | Maciej Lubiak        | Grzegorz Dachowski     | Hyundai i20 R5         | APRMotorsport                    |
| 34                       | Cathan McCourt       | Brian Hoy              | Ford Fiesta Rally2     | Cathan McCourt                   |
| 35                       | Marek Nowak          | Adam Grzelka           | Ford Fiesta R5         | Marek Nowak                      |
| 36                       | Jason Mitchell       | Peter Ward             | Ford Fiesta R5         | Jason Mitchell                   |
| 37                       | Jarosław Kołtun      | Ireneusz Pleskot       | Ford Fiesta Rally2     | Plon Rally Team                  |
| 38                       | Rakan Al-Rashed      | Mikko Lukka            | Volkswagen Polo GTI R5 | Printsport Oy                    |
| 39                       | Jarosław Szeja       | Marcin Szeja           | Hyundai i20 R5         | Hyundai Poland Racing            |
| 40                       | Nabila Tejpar        | Matt Edwards           | Proton Iriz R5         | Nabila Tejpar                    |
| Fuente: ewrc-results.com |                      |                        |                        |                                  |

## Itinerario
| Día                      | Tramo | Nombre                         | Distancia | Ganador de la etapa | Automóvil              | Tiempo  | Líder de la general |
| ------------------------ | ----- | ------------------------------ | --------- | ------------------- | ---------------------- | ------- | ------------------- |
| Día 1 (18 de junio)      | —     | Tałty (Shakedown)              | 3.26 km   | Nikolay Gryazin     | Volkswagen Polo GTI R5 | 1:47.7  | —                   |
| Día 1 (18 de junio)      | SS1   | Mikołajki Arena 1              | 2.50 km   | Nikolay Gryazin     | Volkswagen Polo GTI R5 | 1:49.2  | Nikolay Gryazin     |
| Día 2 (19 de junio)      | SS2   | Świętajno 1                    | 18.20 km  | Nikolay Gryazin     | Volkswagen Polo GTI R5 | 9:41.1  | Nikolay Gryazin     |
| Día 2 (19 de junio)      | SS3   | Olecko 1                       | 17.16 km  | Nikolay Gryazin     | Volkswagen Polo GTI R5 | 8:44.1  | Nikolay Gryazin     |
| Día 2 (19 de junio)      | SS4   | Wieliczki 1                    | 28.70 km  | Nikolay Gryazin     | Volkswagen Polo GTI R5 | 14:45.1 | Nikolay Gryazin     |
| Día 2 (19 de junio)      | SS5   | Świętajno 2                    | 18.20 km  | Nikolay Gryazin     | Volkswagen Polo GTI R5 | 9:41.1  | Nikolay Gryazin     |
| Día 2 (19 de junio)      | SS6   | Olecko 2                       | 17.16 km  | Alexey Lukyanuk     | Citroën C3 Rally2      | 8:40.4  | Nikolay Gryazin     |
| Día 2 (19 de junio)      | SS7   | Wieliczki 2                    | 28.70 km  | Alexey Lukyanuk     | Citroën C3 Rally2      | 14:31.7 | Alexey Lukyanuk     |
| Día 2 (19 de junio)      | SS8   | Mikołajki Arena 2              | 2.50 km   | Wojciech Chuchała   | Škoda Fabia Rally2 evo | 1:49.3  | Alexey Lukyanuk     |
| Día 3 (20 de junio)      | SS9   | Mikołajki MAX 1                | 9.34 km   | Alexey Lukyanuk     | Citroën C3 Rally2      | 5:16.4  | Alexey Lukyanuk     |
| Día 3 (20 de junio)      | SS10  | gm. Mrągowo 1                  | 15.55 km  | Craig Breen         | Hyundai i20 R5         | 8:22.7  | Alexey Lukyanuk     |
| Día 3 (20 de junio)      | SS11  | Mikołajki MAX 2                | 9.34 km   | Andreas Mikkelsen   | Škoda Fabia Rally2 evo | 5:12.6  | Alexey Lukyanuk     |
| Día 3 (20 de junio)      | SS12  | gm. Mrągowo 2                  | 15.55 km  | Andreas Mikkelsen   | Škoda Fabia Rally2 evo | 8:06.5  | Alexey Lukyanuk     |
| Día 3 (20 de junio)      | SS13  | Przasnysz                      | 17.90 km  | Craig Breen         | Hyundai i20 R5         | 9:03.7  | Alexey Lukyanuk     |
| Día 3 (20 de junio)      | SS14  | Rally Poland 100th anniversary | 1.96 km   | Craig Breen         | Hyundai i20 R5         | 1:47.4  | Alexey Lukyanuk     |
| Fuente: ewrc-results.com |       |                                |           |                     |                        |         |                     |

## Clasificación final
| Pos.                     | Piloto            | Copiloto              | Automóvil              | Equipo                           | Tiempo    | Puntos |
| ------------------------ | ----------------- | --------------------- | ---------------------- | -------------------------------- | --------- | ------ |
| 1                        | Alexey Lukyanuk   | Alexey Arnautov       | Citroën C3 Rally2      | Saintéloc Junior Team            | 1:48:31.3 | 30+8   |
| 2                        | Andreas Mikkelsen | Ola Fløene            | Škoda Fabia Rally2 evo | Toksport WRT                     | +18.4     | 24+9   |
| 3                        | Mikołaj Marczyk   | Szymon Gospodarczyk   | Škoda Fabia Rally2 evo | Orlen Team                       | +1:54.7   | 21+4   |
| 4                        | Nil Solans        | Marc Martí            | Škoda Fabia Rally2 evo | Rallye Team Spain                | +3:06.2   | 19+1   |
| 5                        | Norbert Herczig   | Ramón Ferencz         | Škoda Fabia Rally2 evo | Škoda Rally Team Hungaria        | +3:44.8   | 17     |
| 6                        | Efrén Llarena     | Sara Fernández        | Škoda Fabia Rally2 evo | Rallye Team Spain                | +3:46.5   | 15     |
| 7                        | Wojciech Chuchała | Sebastian Rozwadowski | Škoda Fabia Rally2 evo | Marten Sport                     | +3:56.0   | 13+2   |
| 8                        | Yoann Bonato      | Benjamin Boulloud     | Citroën C3 Rally2      | CHL Sport Auto                   | +4:11.7   | 11     |
| 9                        | Erik Cais         | Jindřiška Žáková      | Ford Fiesta Rally2     | Yacco ACCR Team                  | +4:16.6   | 9      |
| 10                       | Grzegorz Grzyb    | Michał Poradzisz      | Škoda Fabia Rally2 evo | Rufa Motor-Sport                 | +4:43.1   | 7      |
| 11                       | Emilio Fernández  | Ruben Garcia          | Škoda Fabia Rally2 evo | Toksport WRT                     | +4:50.1   | 5+2    |
| 12                       | Adrian Chwietczuk | Jarosław Baran        | Škoda Fabia Rally2 evo | Holowczyc Racing                 | +4:50.2   | 4      |
| 13                       | Umberto Scandola  | Guido D'Amore         | Hyundai i20 R5         | Hyundai Rally Team Italia        | +5:11.6   | 3      |
| 14                       | Callum Devine     | James Fulton          | Ford Fiesta Rally2     | Motorsport Ireland Rally Academy | +5:11.9   | 2      |
| 15                       | Roland Poom       | Darren Garrod         | Citroën C3 Rally2      | Saintéloc Junior Team            | +5:13.2   | 1      |
| Fuente: ewrc-results.com |                   |                       |                        |                                  |           |        |

## Clasificaciones tras el rally
| Posición | Piloto            | Puntos | Cambios de posición |
| -------- | ----------------- | ------ | ------------------- |
| 1        | Alexey Lukyanuk   | 38     | Sin cambios         |
| 2        | Andreas Mikkelsen | 33     | Sin cambios         |
| 3        | Mikołaj Marczyk   | 25     | Sin cambios         |
| 4        | Nil Solans        | 20     | Sin cambios         |
| 5        | Norbert Herczig   | 17     | Sin cambios         |

| Posición | Equipo                | Puntos | Cambios de posición |
| -------- | --------------------- | ------ | ------------------- |
| 1        | Saintéloc Junior Team | 40     | Sin cambios         |
| 2        | Porvoon Autopalvelu   | 40     | Sin cambios         |
| 3        | Toksport WRT          | 37     | Sin cambios         |
| 4        | Rally Team Spain      | 36     | Sin cambios         |
| 5        | Topp-Cars Rally Team  | 31     | Sin cambios         |